# Олейников Ілля Львович
Ілля́ Льво́вич Оле́йников (справжнє прізвище — Клявер; нар. 10 липня 1947, Кишинів — пом. 11 листопада 2012, Санкт-Петербург) — радянський і російський естрадний актор комічного жанру і телеведучий єврейського походження, лауреат «ТЕФІ» (1996), Народний артист Російської Федерації (2001).

## Біографія
Ілля Львович Клявер народився 10 липня 1947 року в Кишиневі в єврейській родині лимаря Лева (Лейба) Нафтуловича Клявера (1908—1992) і домогосподарки Клари (Хаї) Борисівни Клявер (уроджена Преслі, 1910-1988); виріс у кишинівському районі Магала, населеному головним чином ремісниками.
У 1965 році вступив і в 1969 році закінчив ГУЦЕІ — Московське державне училище циркового та естрадного мистецтва. З 1969 по 1971 Олейников проходив строкову службу в лавах Радянської армії. Працював артистом у Москонцерті, а з 1974 по 1990 роки - в Ленконцерті як артист розмовного жанру.
Взяв сценічний псевдонім Олейников (прізвище дружини Ірини Олейниковой), коли почав працювати в дуеті «Козаков и Олейников» з артистом Романом Козаковим, який був не тільки його сценічним партнером, але і його найкращим другом. Дует працював також з Володимиром Винокуром (зокрема, в естрадно-пародійній програмі «Чи немає зайвого квитка»).
У 1977 році разом зі своїм партнером на сцені Романом Козаковим стає лауреатом Всесоюзного конкурсу артистів естради.
Починаючи з 1968 року, знімався в кіно.
1993 р. разом з Юрієм Стояновим створив гумористичну телепрограму «Городок», яка йшла на петербурзькому телебаченні до самої смерті Олейникова.

## Смерть
Помер 11 листопада 2012 року о 4 ранку від пневмонії в клінічній лікарні № 122 ім. Л. Г. Соколова.
Похований 14 листопада 2012 року на кладовищі міста Пушкін.

## Нагороди
- Орден Пошани (2012)[3]
- Народний артист Російської Федерації (2001)[1]
- Лауреат премії ТЕФІ в номінації «Найкращий ведучий розважальної програми» (1996).